# مارتن بريمر (سياسي)
مارتن بريمر هو سياسي أمريكي، ولد في 8 يونيو 1793 في Roxbury, Boston ‏ في الولايات المتحدة، وتوفي في 25 أبريل 1847. نشط حزبياً في حزب اليمين. وقد انتخب عضو مجلس نواب ماساتشوستس ‏.